# Attulus terebratus

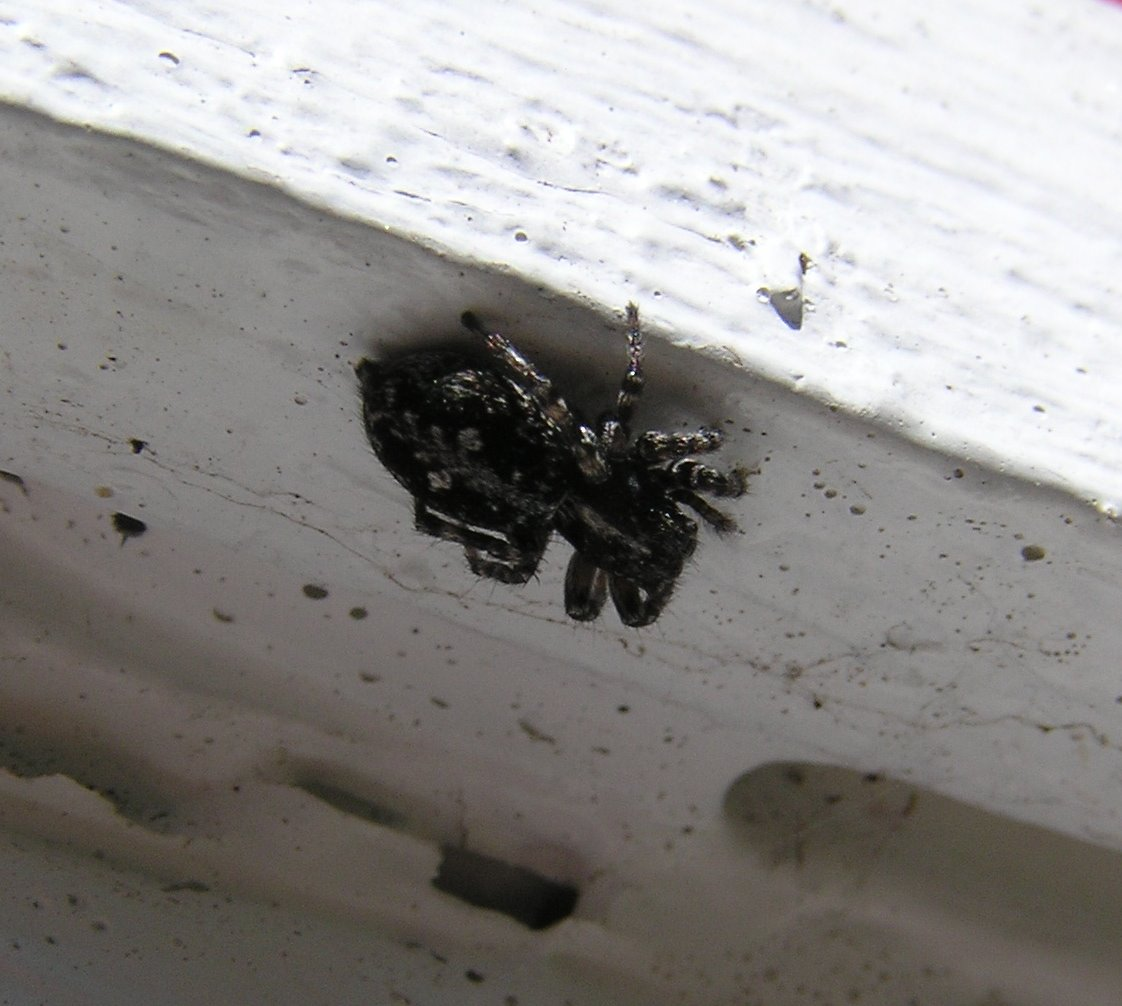

Attulus terebratus is een spinnensoort uit de familie van de springspinnen (Salticidae). De wetenschappelijke naam van de soort werd, als Araneus terebratus, in 1758 gepubliceerd door Carl Alexander Clerck.
De soort komt voor in het Palearctisch gebied in Europa, Turkije, de Kaukasus, Rusland (Europees deel tot Zuid-Siberië), Kazachstan en Mongolië.